# Ischnoptera saussurei
Ischnoptera saussurei är en kackerlacksart som beskrevs av Morgan Hebard 1921. Ischnoptera saussurei ingår i släktet Ischnoptera och familjen småkackerlackor. Inga underarter finns listade i Catalogue of Life.